# Володимирівка (Володарська селищна громада)
Володи́мирівка —  село в Україні, у Володарській селищній громаді Білоцерківського району Київської області. Розташоване за 23 км на захід від смт Володарка. Населення становить 22 особи.

## Назва
Сучасна назва села є спадком радянського минулого — за іменем радянського політичного діяча Володимира Ульянова-Леніна. Найімовірніше, село перейменоване більшовицькою владою ще до Другої світової війни — у часи колективізації, бо ніхто зі старожилів не пам'ятає його інакше, як Володимирівкою.
Колишні назви села — Слобода, Złodiejewka (польск.) говорять про його походження та ймовірний час заснування.

## Історія
В кінці 17 — початку 18 століття після майже півстолітнього періоду Руїни навколишні землі Правобережжя стали пусткою. Польська шляхта наново колонізувала цей край, засновуючи поселення. Аби селянство охочіше переходило на нові місця проживання, землевласники на певний термін (15-25 років) звільняли переселенців від панщини, даруючи їм «свободи». По закінченні пільгового періоду власники землі запроваджували селянам щорічний чинш - орендну плату у формі натурального оброку чи грошової ренти. Оплата чиншу обходилася селянам зазвичай дорожче, ніж панщинні відробітки, але такою була ціна свободи. (Літні жителі сусіднього села Оріховець і понині Володимирівку називають не інакше, як Слободою).
Так, згідно Списков населенных мест Киевской губении [Архівовано 28 серпня 2017 у Wayback Machine.] видання 1900 року (стор.1304 - див. фото) в селі Злодиевка (рос.) проживали виключно селяни-чиншовики (тоді як у навколишніх селах чиншовиків була незначна кількість), головним заняттям яких було рільництво. Село адміністративно належало до Бабинецької волості Сквирського повіту. В нім проживав 471 житель. Селяни орендували 225 десятин землі (245,8 га) у графа Адама Адамовича Ржевуського (Жевуського), підданого Російської імперії. Граф мав двох сестер - Евеліну Ганську, дружину французького письменника Оноре де Бальзака, та Кароліну Собанську, якій присвячували поезії  Олександр Пушкін та Адам Міцкевич. Їх батько,  польський магнат Адам Вавжинець Жевуський, був власником маєтку в Погребищах, та після поділу Речі Посполитої, коли значна частина українських земель була окупована Російською імперією, був прийнятий на російську службу.
В той же час, за свідченням очевидця Тушинської Марії Іванівни (*1931 - †2022) саме колишня назва села — Złodiejewka — фігурувала в німецьких військових картах під час Другої Світової війни.
Варто зауважити, що сусідніми з Володимирівкою селами — Капустинцями та Мармуліївкою протікає ліва притока Росі з такою ж назвою.
Для ретельнішого дослідження історичної назви варто ознайомитися зі старовинними військовими картами австро-угорського генерального штабу 1910 року [Архівовано 3 січня 2010 у Wayback Machine.], (найпевніше, що саме ними користувалися гітлерівці під час Другої світової війни), на яких фігурує назва Złodiejewka (див.: квадрат 47-50 карти). При читанні цієї назви слід враховувати особливості вимови польської твердої букви л - ł - вона звучить близько до звуку української мови в. Підтвердження цьому є назва села Мовчанівка, що знаходиться на північний захід від Złodiejewka - Mołczanowka, і також написана на карті з буквою ł. Тож по аналогії назви Мовчанівка можна прочитати і назву Зводіївка.
Важливо наголосити, що українське слово злодій в польському перекладі złodziej, тобто з тією ж буквою ł, тож версія про походження назви села Złodiejewka від українського зводити (зібрати [селян] разом) наразі не витримує жодної критики, адже польському перекладі слово звучатиме, як  gromadzić (нагромаджувати, громадити), та має й інші синоніми, проте жоден з них нічого спільного у звучанні з українським зведенням (докупи) не має.
Отже, після мовного аналізу назви можна стверджувати, що в її основі лежить слово złodziej (злодій) — Złodiejewka (Злодіївка). Чому саме злодій — наразі невідомо і може бути об'єктом досліджень в майбутньому. Власне, і колишня, і сучасна назви є спадком колоніального минулого краю. В 50-х роках 20 століття село було адміністративно приєднане до Рубченківської сільської ради. Місцевий колгосп ім. Сталіна очолював ветеран Другої світової війни Залєвський Павло Іванович. За свідченням Миколаєнка Дмитра Трохимовича (*1937 р.), військовим трофеєм  фронтовика було 26 комплектів добротної кінської шкіряної упряжі, яку використали для потреб колгоспу.
Збереглася частина книги зі списком колгоспників та їх сімей (387 осіб) орієнтовно кінця 40-х, початку 50-х років ХХ століття (див. Світлини). Господарство 1959 року було об'єднане з Рубченківським колгоспом. Така непродумана волюнтаристська політика тодішнього радянського керівництва привела до поступового занепаду села, зменшення кількості його жителів.
До 1973 року в селі працювала початкова школа. В останні роки в ній учителювала Поліщук Ганна Тимофіївна. Нині у Володимирівці вже не діє сільський будинок культури (збудований на початку 60-х років ХХ ст.), бібліотека, медпункт, магазин.
За свідченнями очевидця Вітвіцького Сергія Івановича (*1958 р.) на початку 1970-х років в селі налічувалося близько 150 садиб.
1982 року радянською владою зруйновано занедбану дерев'яну церкву Петра і Павла. Комуністи заборонили богослужіння в церкві, тож приміщення використовувалося в якості комори для зберігання колгоспного зерна. За спогадами старожилів, під час німецької окупації в 1941-1944 роках жителі села власноруч провели ремонт церкви, зібрали церковне начиння, і церковна служба була відновлена. В повоєнний час, в 50-х роках ХХ століття, в церкві знову зберігали збіжжя.
За переказами, церковну будівлю придбали в кінці ХІХ ст. в селі Погреби Тетіївського району Київської області, що розташоване за 9 км на південь від Володимирівки. Церкву з дубового брусу розібрали, перевезли до Złodiejewki та наново звели на кам'яному підмурку. Відомо, що 1899 року в Погребах року збудовано нову дерев'яну церкву на місці старої, дерев'яної Онуфріївської церкви, зведеної в 1777 році. Ймовірно, що до Володимирівки продана споруда саме цієї старої церкви.
У центрі села є пам'ятник загиблим односельчанам у роки Другої світової війни. 1 січня 1944 року Володимирівка зазнала жахливого бомбардування нацистською авіацією. За свідченнями очевидців Залєвського Віталія Івановича (*1935 - †2014), Тушинської Марії Іванівни (*1931 - †2022), Тушинського Івана Федоровича (*1930 - †2014), Палківського Євгена Йосиповича (*1935 - †2020) 17 ворожих літаків тричі пролетіли над селом, засипаючи бомбами і частини наступаючої Червоної Армії, що саме проходили Володимирівкою, і мирних жителів. Великі армійські колони стікалися до села із Новофастова, Чепіжинців та Оріховця, та прямували далі польовим шляхом до с.Погреби, де була переправа через річку Рось. Від ворожих бомб загинуло багато червоноармійців, проте їх точна кількість невідома, померли від ран два мирних жителі. Їх імена викарбувані на стелі пам'ятника односельчанам, загиблим у роки Другої світової війни, як і єврейської сім'ї, розстріляної під час Голокосту. Солдатів, загиблих під час бомбардування, поховано в братській могилі, а на початку 1950-х років їхні останки було перепоховано у Володарці.
На околицях Володимирівки (в напрямку на с.Погреби) є місцевість, що має назву Кірова Рудка. Там, за переказами, влітку 1944 року селяни випадково натрапили на останки ще одного загиблого воїна, де їх і поховали.
2008 року в селі встановлений пам'ятний хрест жертвам Голодомору 1932 — 1933 років. Нині не зберігся. Точне місце поховання жертв голоду не відоме.
Нині село входить до складу Володарської селищної громади Рубченківського старостинського округу.
Станом на 1 січня 2024 року у Володимирівці проживає 22 особи.

## Відомі люди
- Драгомирецький Антін Григорович (*1887 — †1938) — український політичний діяч, Член Української Центральної Ради (1917 р.).

## Галерея

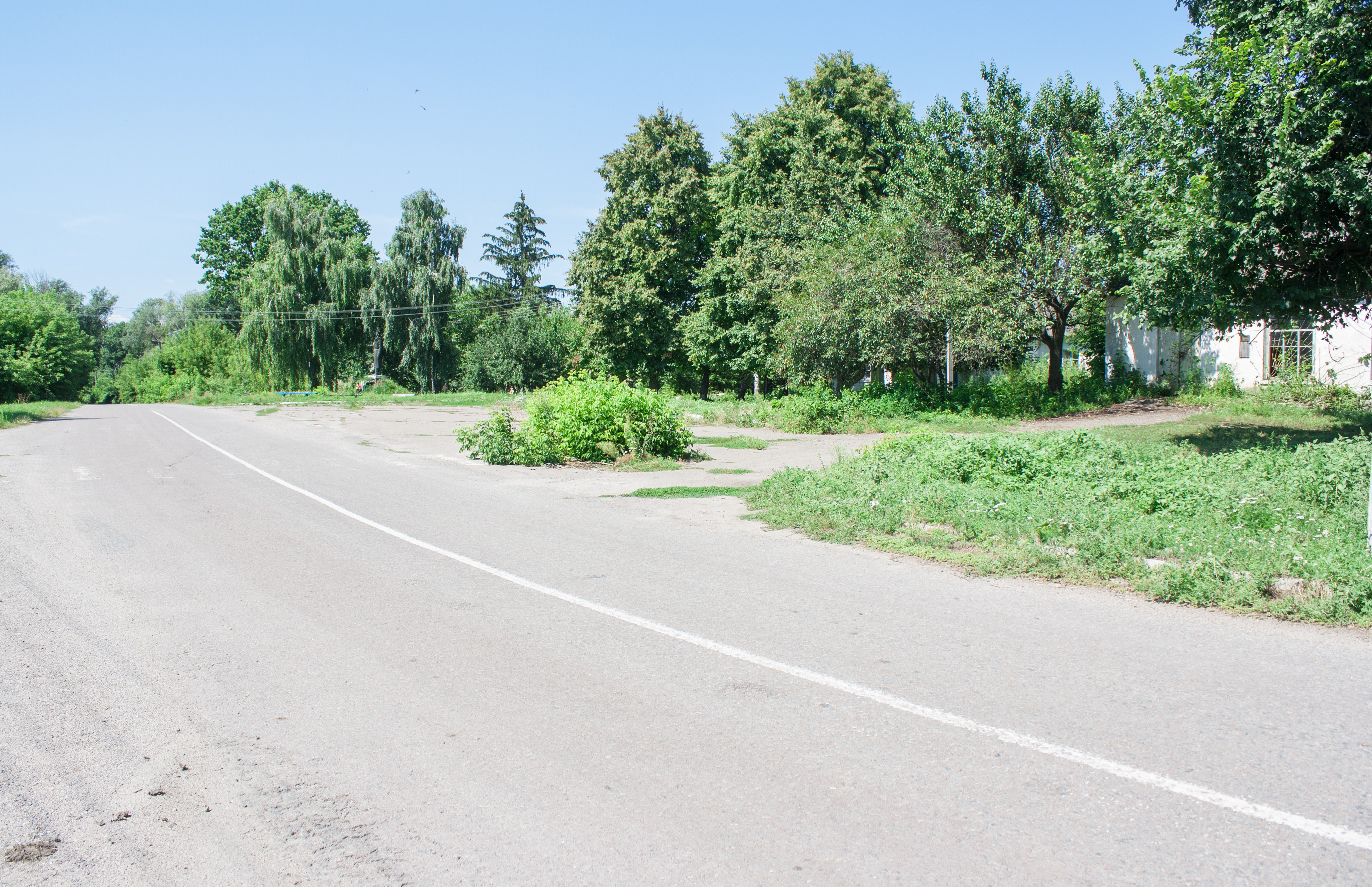
Центр села
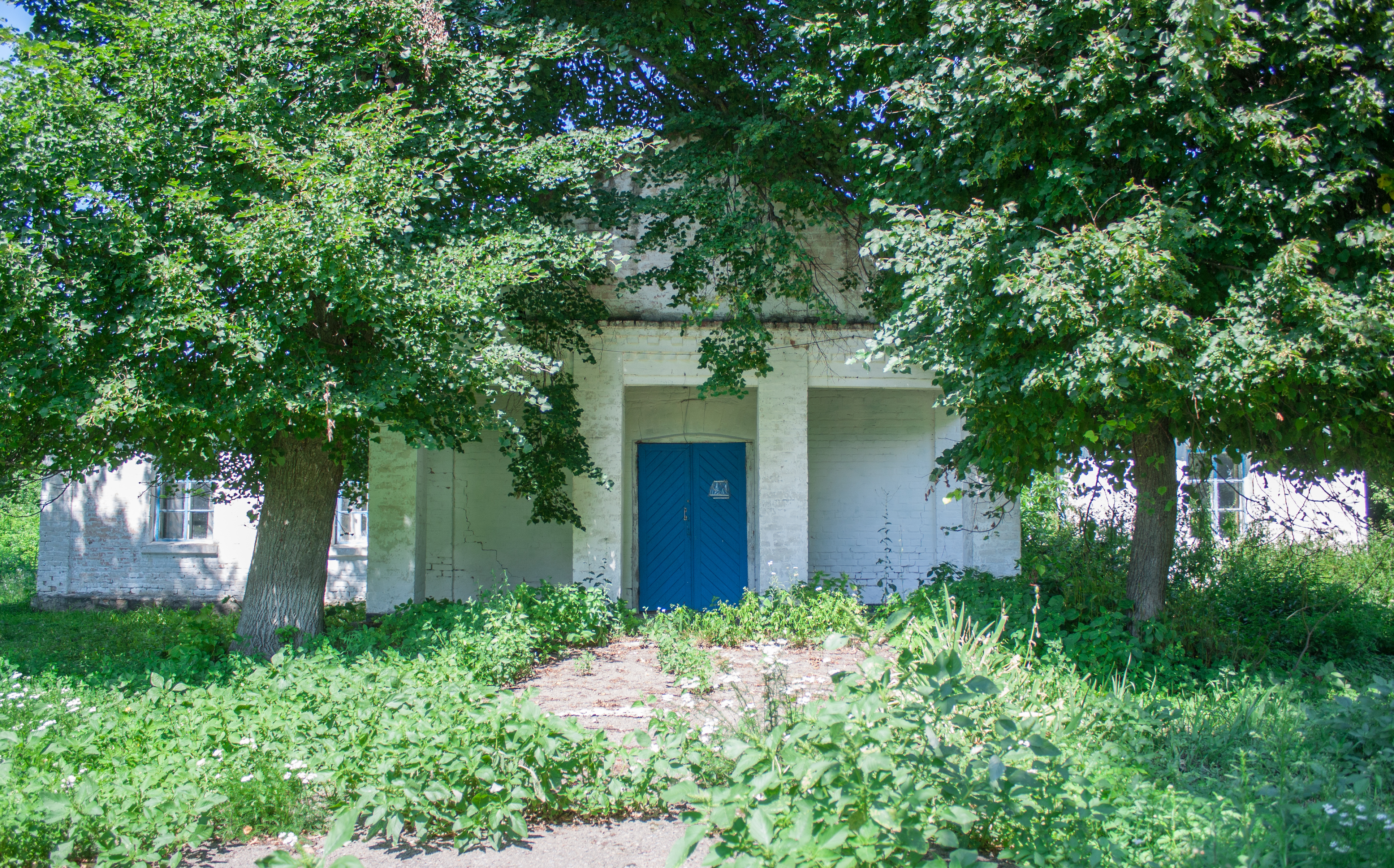
Клуб
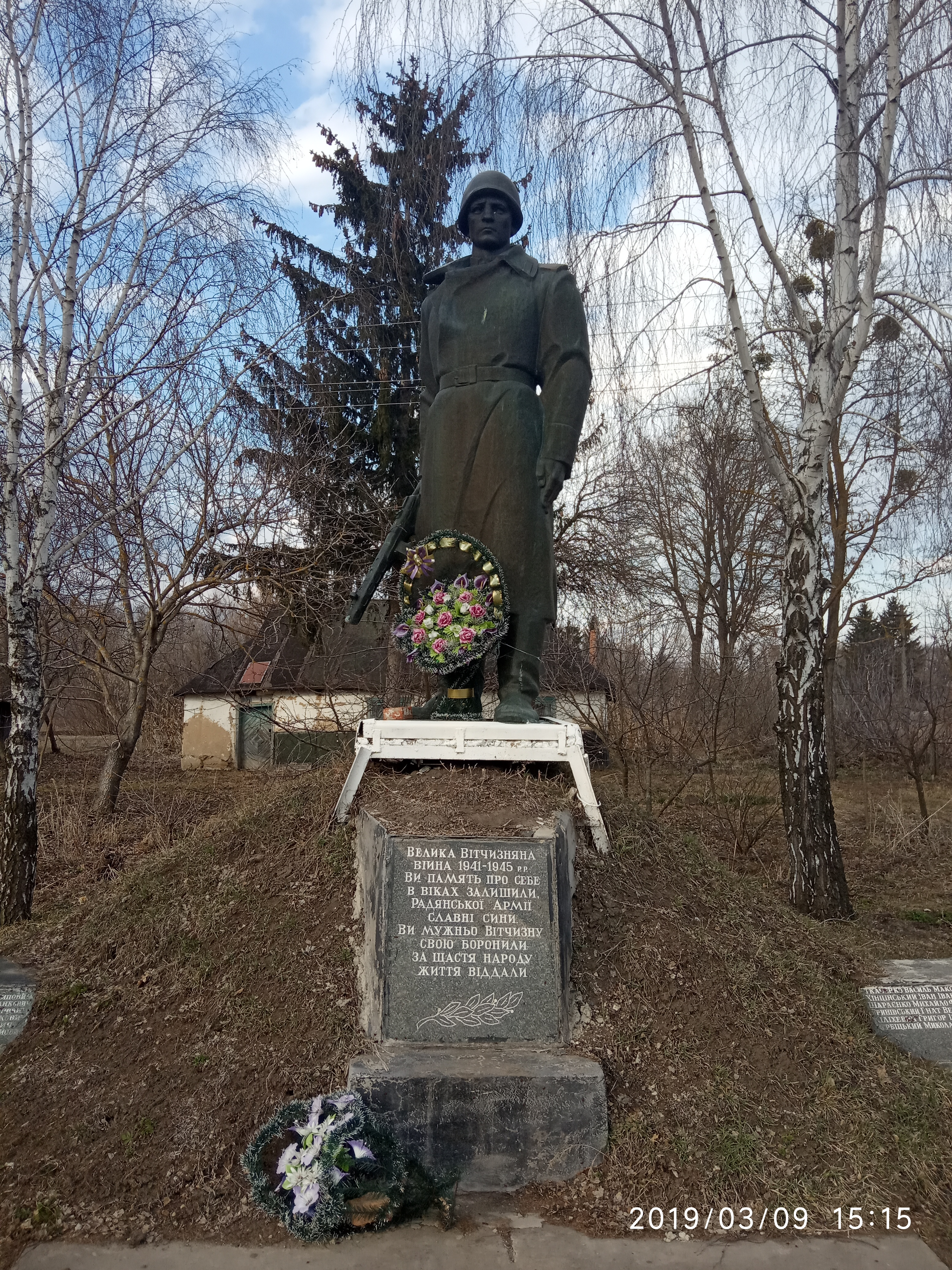
Пам'ятник воїнам-односельчанам, загиблим у ІІ Світовій війні
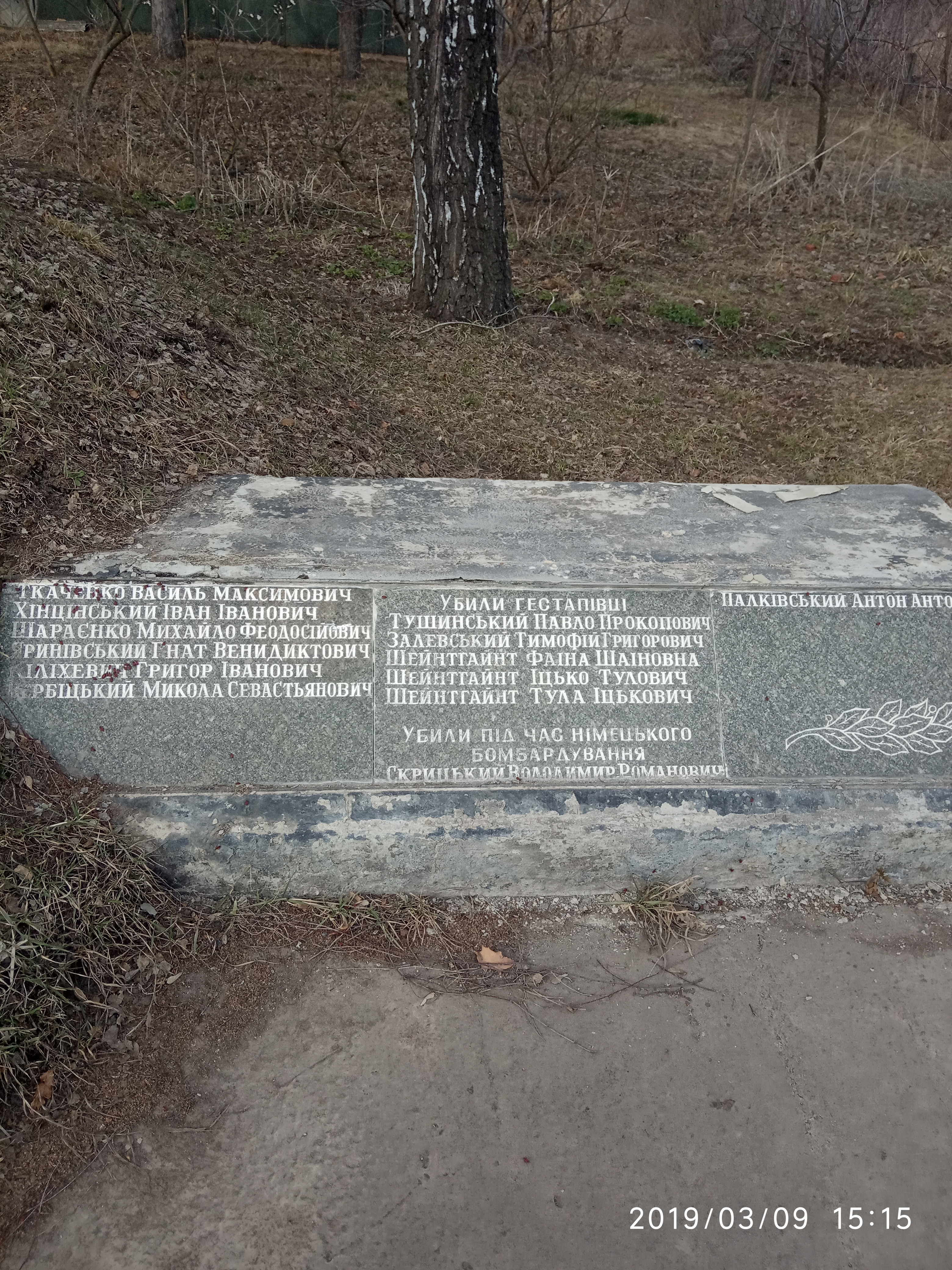
Поіменні списки загиблих воїнів-односельчан та мирних жителів